# Axamo
Axamo is een plaats in de gemeente Jönköping in het landschap Småland en de provincie Jönköpings län in Zweden. De plaats heeft 116 inwoners (2005) en een oppervlakte van 16 hectare. De plaats ligt aan het meer Axamosjön, hier is ook een recreatiegebied te vinden. De plaats wordt in het noorden begrensd door landbouwgrond en in het zuiden door bos. Iets ten westen van Axamo ligt het moerasgebied Dumme Mosse.

## Verkeer en vervoer
Bij de plaats lopen de Riksväg 26 en Riksväg 40. Ten zuiden van Axamo ligt het vliegveld Luchthaven Jönköping.